# Breiana Whitehead
Breiana Whitehead es una deportista australiana que compite en vela en la clase Formula Kite.
Ganó una medalla de bronce en el Campeonato Mundial de Formula Kite de 2019 y una medalla de plata en el Campeonato Europeo de Formula Kite de 2019.

## Palmarés internacional
| \| Campeonato Mundial \| Campeonato Mundial \| Campeonato Mundial \| Campeonato Mundial \| \| Año \| Lugar \| Medalla \| Clase \| \| ----------------------- \| --------------------------- \| ------------------ \| ------------------ \| \| 2019 \| Campione del Garda (Italia) \| Medalla de bronce \| Formula Kite \| \| Campeonato Europeo[n 1] \| \| \| \| \| Año \| Lugar \| Medalla \| Clase \| \| 2019 \| Torregrande (Italia) \| Medalla de plata \| Formula Kite \| |                             |                   |              |
| Campeonato Mundial |                             |                   |              |
| Año | Lugar                       | Medalla           | Clase        |
| 2019 | Campione del Garda (Italia) | Medalla de bronce | Formula Kite |
| Campeonato Europeo |                             |                   |              |
| Año | Lugar                       | Medalla           | Clase        |
| 2019 | Torregrande (Italia)        | Medalla de plata  | Formula Kite |

1. ↑  En algunas ediciones del Campeonato Europeo se permitió la participación de regatistas de otros continentes.